# 環境アート

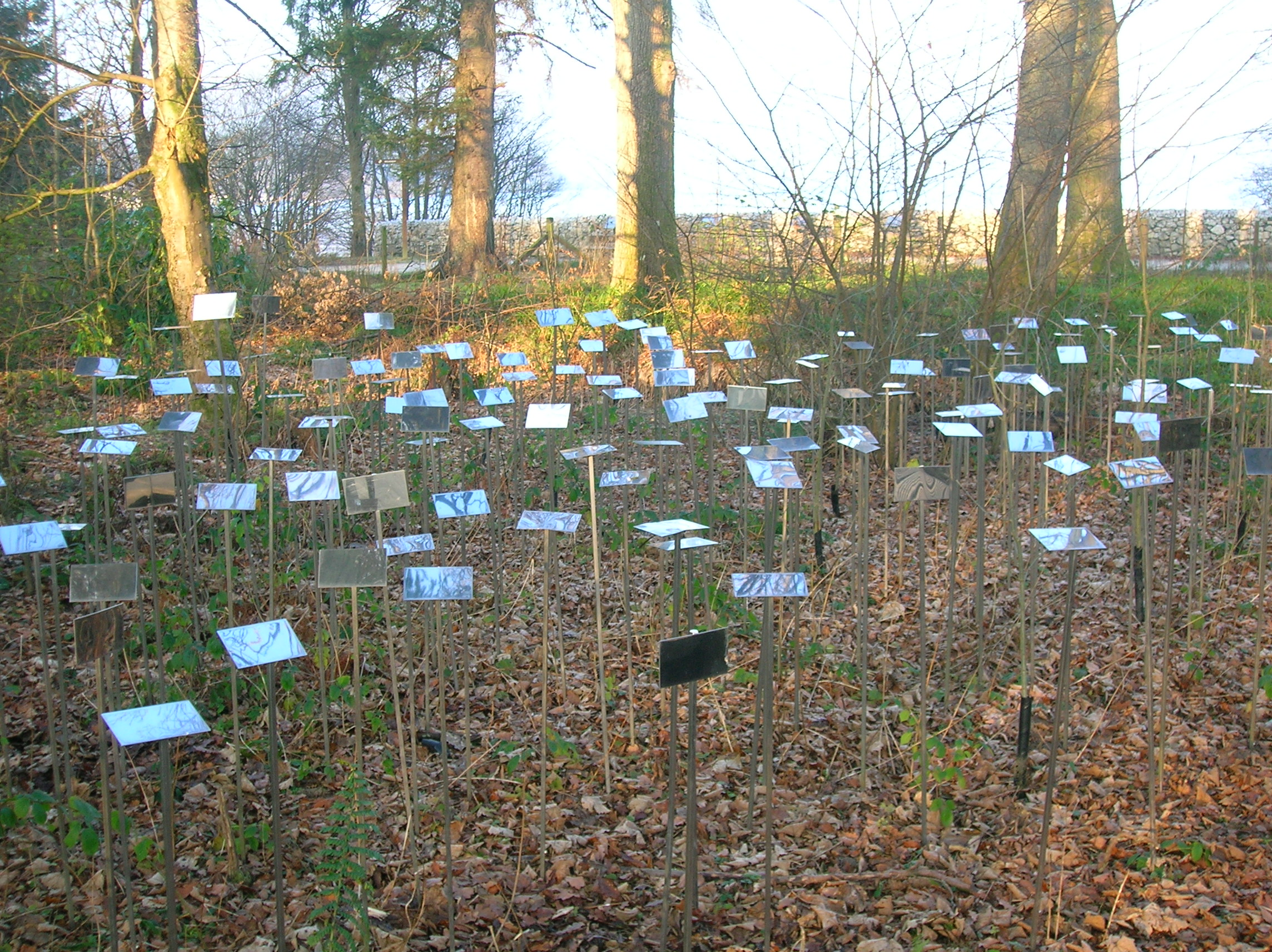
環境アートの例

環境アート（かんきょうアート）、環境芸術（かんきょうげいじゅつ）、エンバイロンメンタル・アート（Environmental art）とは、室内外を問わず、人間と観客を取り巻く環境そのものを作品と見立てる芸術の総称である。
自然環境を制作素材とする作品はアースワークと呼ばれる。また、自然環境を生かした制作活動のみにとどまらず、様々な出来事の組み合わせ（ハプニング）や、そこから考えられる相互関係など、インスタレーション全般を環境アートとして考えることもできる。
また、エコロジーの機運が台頭してきた近年では、公園　広場、道路など、都市環境において、周辺環境との関係性を考慮して設計されるランドスケープ・デザインや、彫刻、モニュメント、噴水、遊具などのようなオブジェ自体を環境アートの作品と捉えることもある。

## 環境アートの作家
- アラン・カプロー
- 池田一
- ウォルター・デ・マリア
- 柿崎順一
- グループ・ゼロ
- デニス・オッペンハイム
- ロバート・スミッソン
- 八木マリヨ
- 水井康雄